# Consubstancialidade
Consubstancialidade ou Homoousion (em grego: ὁμοούσιον, homooúsion, literalmente «mesmo ser», «mesma essência», do grego ὁμός, homós, «mesmo», e οὐσία, ousía, «ser» ou «essência») é um conceito da teologia cristã a respeito da identidade das pessoas da Santíssima Trindade. O conceito cristológico foi introduzido na profissão de fé pelo Primeiro Concílio de Niceia e que diz respeito à divindade de Cristo, por ser da mesma substância do Pai.

## Etimologia
O termo consubstancialidade é o correspondente ao termo grego ὁμοούσιος (homoousios), termo original que designa essa realidade. Este termo provém da junção de ὁμός (homos')', que significa “o mesmo”, e ούσιος (ousios), proveniente de οὐσία (ousía), que significa substância ou essência. Assim, o termo tem o sentido de “da mesma substância, com a mesma essência”.
O correspondente em latim é consubstantialis, do qual deriva o termo em português, consubstancial. No entanto, podemos entender que tal tradução não exprime perfeitamente o sentido do termo grego. O vocábulo latino é composto por cum e substantia. Ora, cum, com o sentido de “com”, simultaneidade, não exprime rigorosamente o mesmo que o grego homos. Do mesmo modo, substantia pode não corresponder perfeitamente a ousía, na medida em que cada um dos termos pressupõe determinado sistema ontológico, que varia conforme a cultura em que se insere.

## Origem
O vocábulo foi introduzido na confissão da fé católica pelo Primeiro Concílio de Niceia, em 325. A sua adopção está directamente ligada à heresia dos arianos. Este grupo de hereges, cujo precursor foi Ário, presbítero de Alexandria, negava a divindade de Jesus Cristo. O Verbo de Deus, para ele, merecia esse nome apenas segundo a nossa forma de pensar, pois era uma criatura, tal como nós, mas criada antes de tudo. Por ser uma criatura perfeita, Deus colocou-o acima de todos, pois sabia que ele jamais pecaria. Assim, a filiação de Jesus Cristo era apenas adoptiva, do que resultava que o Pai o era apenas em sentido figurado.
A isto, a Igreja respondeu reafirmando a divindade do Filho e o carácter próprio da paternidade de Deus Pai. Para isso, serviu-se de várias expressões, mas todas elas foram contestadas pelos arianos, que as interpretavam sempre como uma ofensa ao monoteísmo. Face a isto, para exprimir o conceito que descrevia a natureza da divindade de Jesus e a sua relação com a divindade do Pai, o Concílio de Niceia aplicou o termo homoousios.
O vocábulo não existe na Bíblia, mas foi tomado da filosofia grega. A sua adopção marca o início duma linguagem teológica própria e oficial da Igreja.

## Significado teológico
O termo significa, portanto, que o Filho é da mesma substância (ousía) do Pai. Além disso, esclarece de que modo se pode entender a relação mútua entre as duas Pessoas. O Filho é gerado pelo Pai, o que equivale a dizer que não se trata da produção de algo distinto de Deus, como sucede na criação, em que Deus é causa eficiente (gerado, não criado, afirma o Credo). Por outro lado, não se pode entender esta geração divina de modo material, como se o Filho fosse parte do Pai ou tivesse havido uma divisão da substância divina.
O termo homoousios foi adoptado para exprimir um conceito muito sujeito a distorções e compreensões defeituosas. Pretendeu-se apresentá-lo como linguagem rigorosa. No entanto, o vocábulo presta-se a ambiguidade. Ousía, no sentido de essência, tanto pode designar a essência individual como a essência do género. Além disso, não se aplica a Deus do mesmo modo que se pode aplicar aos entes corpóreos. Esta diversidade de interpretações teve o efeito de tornar o termo aceitável para os vários quadrantes da Igreja, que apresentavam matizes diferentes na compreensão da mesma realidade. A precisão teológica foi sendo procurada ao longo do tempo, de modo a unificar a compreensão trinitária no seio da Igreja.
O conceito de homoousios foi também aplicado ao Espírito Santo, para exprimir a sua relação com o Pai e o Filho: a mesma essência divina, sem divisão. No entanto, enquanto que o Filho é gerado, o Espírito Santo existe por processão.
O termo é também aplicado à simultaneidade das três pessoas, que constituem uma só substância.